# Saprinus fraudulentus
Saprinus fraudulentus är en skalbaggsart som beskrevs av G. Müller 1944. Saprinus fraudulentus ingår i släktet Saprinus och familjen stumpbaggar. Inga underarter finns listade i Catalogue of Life.